# Cảng Chittagong
Hải cảng Chittagong (tiếng Bengal: চট্টগ্রাম বন্দর) là bến cảng bận rộn nhất trên bờ biển vịnh Bengal, và là cảng biển thứ hai trong khu vực tổng thể của các quốc gia lệ thuộc vào vịnh Bengal. Theo Lloyd's, nó được xếp hạng là cảng bận rộn thứ 76 trên thế giới vào năm 2016. Nằm ở thành phố cảng Chittagong của Bangladesh và trên bờ sông Karnaphuli, cảng Chittagong chiếm 90% thương mại xuất nhập khẩu của Bangladesh, và được Ấn Độ, Nepal và Bhutan sử dụng để chuyển tải.
Ùn tắc là một thách thức lớn ở cảng Chittagong. Cảng có tỷ lệ tắc nghẽn là 84,3 giờ giữa tháng 1 và tháng 7 năm 2017.

## Lịch sử

### Hiện đại

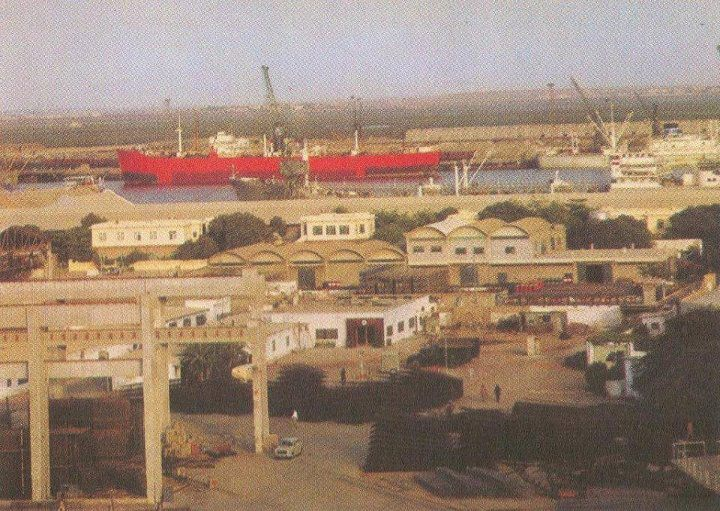
Cảng Chittagong 1960

Cảng Chittagong hiện đại được tổ chức vào năm 1887 theo Đạo luật Cảng ở Đế quốc Ấn Độ Vương quốc Anh. Cảng bắt đầu hoạt động chính thức dưới sự ủy nhiệm của một ủy ban vào năm 1888. Các liên kết thương mại tấp nập nhất là với Miến Điện thuộc Anh, bao gồm các cảng Akyab và Rangoon, và các cảng Bengal khác, bao gồm Calcutta, Dhaka và Narayanganj. Trong năm 1889-90, cảng đã xử lý xuất khẩu với tổng cộng 125.000 tấn. Từ năm 1905-1911, Chittagong là cảng biển chính của Đông Bengal và Assam. Nó được làm đầu cuối tuyến đường sắt Assam Bengal. Do đó, vùng nội địa của cảng bao gồm tất cả các thuộc địa Assam (Đông Bắc Ấn Độ hiện đại). Thương mại giữa Ấn Độ Anh và Miến Điện Anh đã tăng lên nhanh chóng vào đầu thế kỷ 20. Vịnh Bengal đã trở thành một trong những trung tâm vận chuyển bận rộn nhất trên thế giới, cạnh tranh với lưu lượng các cảng trên Đại Tây Dương. Năm 1928, chính phủ Anh tuyên bố Chittagong là "Cảng lớn" của Ấn Độ Anh. Chittagong rất quan trọng đối với ngành công nghiệp dầu khí phát triển ở Assam và Burma. Nó được sử dụng cho buôn bán đay và gạo. Trong Thế chiến II, cảng Chittagong đã được Lực lượng Đồng minh sử dụng trong Chiến dịch Burma.
Sau khi phân chia Ấn Độ Anh, tổng thống đốc của Lãnh thổ tự trị Pakistan (Dominion of Pakistan), Muhammad Ali Jinnah, đến thăm Chittagong và nhấn mạnh tầm quan trọng của nó và tiềm năng trong tương lai. Tổ chức Cảng Chittagong Trust được thành lập ở Đông Pakistan vào năm 1960. 100 nhân viên của Cảng Chittagong đã bị giết trong Chiến tranh Giải phóng Bangladesh năm 1971. Hạm đội Thái Bình Dương của Liên Xô được giao nhiệm vụ dọn mìn và cứu trợ tại cảng sau chiến tranh. Cảng đã được hưởng lợi từ sự tăng trưởng của ngành công nghiệp nặng và hậu cần trong khu vực đô thị Chittagong trong những năm sau khi độc lập.
Một sự mở rộng lớn đã diễn ra với việc xây dựng một Cống mới cho tàu đậu vào thập kỷ đầu tiên của thế kỷ 21.